# Achrysocharoides acerianus
Achrysocharoides acerianus är en stekelart som först beskrevs av Askew 1974.  Achrysocharoides acerianus ingår i släktet Achrysocharoides och familjen finglanssteklar. Arten är reproducerande i Sverige. Inga underarter finns listade i Catalogue of Life.